# فيكتور باسادري
فيكتور باسادري (بالإسبانية: Víctor Basadre)‏ هو مدرب كرة قدم ولاعب كرة قدم إسباني، ولد في 26 فبراير 1970 في لك في إسبانيا. لعب مع نادي قرطاجنة.

## وصلات خارجية
- فيكتور باسادري على موقع قاعدة بيانات كرة القدم.إي يو (الإنجليزية)
- فيكتور باسادري على موقع Soccerway.com (الإنجليزية)
- فيكتور باسادري على موقع عالم كرة القدم.نت (الإنجليزية)